# Léa Bayekula
Léa Bayekula, née le 26 avril 1995, est une athlète handisport belge concourant en T54 pour les athlètes en fauteuil. Elle est spécialiste du sprint.

## Carrière
Léa Bayekula est née dans une famille d'origine congolaise, aînée avec sa sœur jumelle d'une fratrie de six enfants. Elle naît avec un spina bifida et ne commence à marcher qu'à l'âge de six ans. Dans son enfance, elle est victime de discrimination à l'école. Elle découvre l'athlétisme à 16 ans lors d'un test de détection de la Ligue handisport francophone et fait d'abord du basket-ball en fauteuil roulant pendant trois ans. Deux ans plus tard, après avoir assisté à une démonstration de Marieke Vervoort, elle passe à l'athlétisme et se spécialise dans le sprint.
Elle  été une ambassadrice de la marque Un/run (42/54) développée par les coureuses Olivia Borlée et Élodie Ouédraogo.
Elle remporte le bronze sur le 100 m T54 lors des championnats d'Europe 2021.
Aux Jeux paralympiques d'été de 2024, Bayekula remporte la médaille d'or du 100 m T54 en 15 s 50 devant l'Américaine Tatyana McFadden et la Finlandaise Amanda Kotaja. Trois jours avant, elle avait terminé 5e du 800 m T54 en battant son record personnel en 1 min 43 s 63. Le lendemain de sa médaille d'or en 100 m, Léa Bayekula remporte une nouvelle médaille d'or mais cette fois-ci en 400 m T54 avec un chrono de 53 s 05.